# 396931 Nerliluca
396931 Nerliluca este o planetă minoră (asteroid) din centura de asteroizi. A fost descoperită pe 4 aprilie 2005 la osservatorio astronomico della Montagna Pistoiese⁠(d) de . 
Obiectul prezintă o orbită caracterizată de o semiaxă mare de 2,6409869185252 UAi, o excentricitate de 0,13918627371116, o înclinație de 3,2428920944057 ° în raport cu ecliptica.